# Grupo SHC

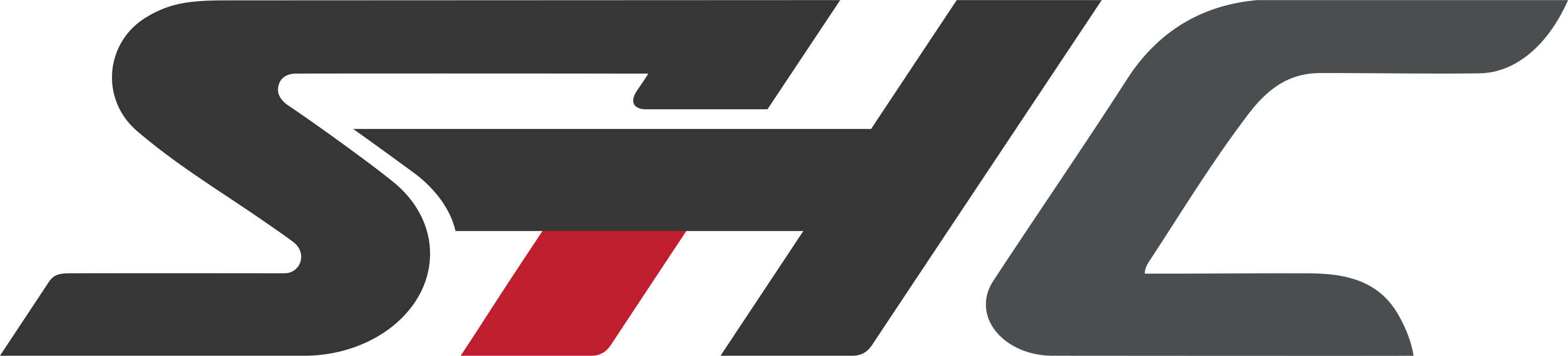
Novo Logo Grupo SHC

O Grupo SHC é uma empresa brasileira especializada no varejo automotivo, fundada por Sergio Habib.
Desde 2018, o Grupo se encontra em recuperação judicial com dívidas de mais de 1 bilhão de reais.

## História

#### Grupo SHC:
Nascido sob a essência da inovação e com vocação disruptiva, o Grupo SHC, ao longo de seus 30 anos de trajetória, sempre trouxe mudanças que ditaram novos rumos ao mercado automotivo brasileiro. Foi assim em 1990, quando o Brasil possuía apenas quatro marcas locais e não se acreditava no sucesso de outras montadoras: o Grupo SHC foi nomeado como representante exclusivo da Citroën no Brasil, primeira marca francesa a atuar no mercado brasileiro.
O Grupo SHC fundou, em 1991, a Associação Brasileira das Empresas Importadoras de Veículos Automotores (Abeifa). Nesse início, a companhia fundada por Sergio Habib, expandiu organicamente a rede autorizada, abrindo dezenas de pontos de venda Citroën em todo o país, tornando-se anos mais tarde a maior vendedora da marca francesa no mundo.
Em paralelo, o Grupo SHC começou a atuar na linha premium de alto luxo, com novas unidades de negócios com a marca Americana Hummer (1994-1997) e as marcas britânicas Jaguar (de 1994 a 2013) e Aston Martin (de 2010 a 2017). Entre 1990 e 2001, o Grupo SHC atuou como representante exclusivo da Citroën no Brasil até a inauguração da fábrica da PSA no país, que fabricou, inicialmente, o Xsara Picasso no Estado do Rio de Janeiro.
A partir dessa inauguração, em 2001, Sergio Habib foi nomeado Presidente da Citroën brasileira e desenvolveu a marca até atingir quase 3% de participação no mercado nacional. Em 2008‎, Sergio Habib se desligou das suas funções na Citroën do Brasil para abrir pontos de venda também de outras bandeiras, como Ford, Volkswagen, Peugeot e Land Rover.

#### SHC | JAC
Após um ano de estudo sobre o mercado chinês em mais de dez viagens à China, conhecendo todas as montadoras daquele país, Sergio Habib escolheu a JAC Motors como parceira para lançar sua família de produtos no Brasil.
Habib explica que escolheu a JAC devido aos centros de design, pesquisa e desenvolvimento de Turim (Itália), onde os modelos eram desenhados por estilistas europeus de diversas nacionalidades, pelas fábricas modernas, robotizadas, organizadas e limpas e pelos produtos adaptados ao gosto do consumidor brasileiro.
Novamente, o Grupo SHC atestava sua capacidade disruptiva, pois, no início da década de 2010, os carros chineses eram novidade absoluta no Brasil. Depois de dois anos de preparação, no dia 18 de março de 2011, o Dia J, o Grupo SHC inaugurou as atividades comerciais da JAC Motors Brasil, através da abertura simultânea de 50 concessionárias (40 pertencentes ao Grupo SHC) em todo o País.
O sucesso foi instantâneo e, já no primeiro mês, a JAC Motors estava vendendo 3.000 carros por mês, alcançando mais de 2% de share nas cidades onde a marca tinha concessionária. A maior inovação trazida pelos modelos da JAC Motors naquela época era a excelente relação custo/benefício, uma vez que os modelos eram extremamente bem equipados (air bag duplo, ABS, CD player, rodas de liga leve, trio elétrico, entre outros itens, todos de série).
O “completão” da JAC era, de fato, disruptivo no panorama do mercado brasileiro da época. Tanto que, alguns meses depois, o governo Dilma aumentou os impostos para carros importados, cedendo a um pesado lobby das marcas instaladas no país. O Grupo SHC teve que reformular suas operações no Brasil com a marca JAC Motors. A empresa hoje continua sendo reconhecida como uma das mais importantes companhias de varejo do país, responsável pela importação e pela representação da marca JAC Motors. Ao longo destes 30 anos no mercado automotivo brasileiro, o Grupo SHC já comercializou mais de 1 milhão de veículos novos e usados.

#### CarBraxx
Em mais um movimento inovador, o Grupo SHC criou a CarBraxx, em 2016. Empresa de compra e venda de carros usados com business separado da venda de modelos zero km. A CarBraxx já nasceu com 15 megastores e foi a primeira vez no Brasil que um grupo estruturado do meio automotivo deu ao seminovo o status de unidade de negócio, uma vez que o usado sempre funcionou somente como apêndice para venda do zero km.

#### Carros Elétricos (Linha JAC iEV 100% Elétrica)
Em setembro de 2019, continuando sua vocação de inovação e estratégias disruptivas, o Grupo SHC resolve apostar nos carros elétricos. A China é, de longe, o maior mercado de carros elétricos do mundo, comercializando anualmente mais carros 100% elétricos que o resto do mundo somado.
A JAC Motors, por sua vez, é o quinto maior fabricante de veículos 100% elétricos (1º semestre de 2019) do mundo. E é parte dessa família de veículos de sucesso que o Grupo SHC começa a trazer ao Brasil. A JAC Motors é a primeira marca no Brasil a lançar uma família de cinco veículos 100% elétricos: três SUV's (o SUV compacto iEV20, o SUV médio iEV40 e o SUV grande iEV60), uma picape (iEV330P, única no mundo) e um caminhão de 6 toneladas (iEV1200T).
Enquanto algumas marcas têm um carro elétrico em suas linhas, a JAC Motors tem uma linha completa de carros elétricos. Modelos que oferecem um custo de abastecimento 6 vezes menor; custo de manutenção até 6 vezes mais baixo que modelos com motores térmicos (tradicionais); zero emissão de poluentes; silêncio e maciez ao rodar; e diversas outras vantagens tecnológicas advindas de uma solução que – o mundo inteiro já aposta – chegou para ficar. O carro elétrico é o futuro. E o Grupo SHC, uma vez mais, traz o futuro para o presente.

#### Missão e Valores
A filosofia do Grupo SHC é oferecer, todos os dias, excelente qualidade na entrega de veículos novos e usados, lançando sempre modelos modernos, inovadores e muitas vezes disruptivos; prestando assistência técnica com excelente qualidade nas suas oficinas; trabalhando em conjunto com suas equipes, que contribuem para o crescimento do Grupo SHC, criando um Brasil melhor e mais justo.